# HC Eppan Pirates
Der HC Eppan Pirates ist ein italienischer Eishockeyverein aus Eppan an der Weinstraße, der momentan in der zweithöchsten italienischen Liga, der Italian Hockey League, spielt. Als bisher größte Erfolge gelang in sechs Spielzeiten (2001/02, 2002/03, 2009/10, 2012/13, 2013/14 und 2017/18) jeweils der Gewinn der Meisterschaft in der zweithöchsten Spielklasse. Die meisten Spieler der Mannschaft stammen aus der Heimatgemeinde und Umgebung des Klubs. Eine besondere Rivalität gibt es zu den ebenfalls im Überetsch beheimateten Hechten des SV Kaltern Eishockey (Überetscher Derby), welche in der Nachbargemeinde Kaltern beheimatet sind. Die Vereinsfarben sind gelb und blau.

## Geschichte
Der Hockey Club Eppan Pirates wurde am 13. März 1981 gegründet. Die Meisterschaft 1983/84 trug man die Heimspiele noch am Eisplatz in Auer aus, seit der Meisterschaft 1984/85 trägt man diese, auf dem zwischen Sommer 1983 und Herbst 1984 errichteten und 1986 überdachten Kunsteislaufplatz, in Eppan aus.

Vor Meisterschaftsbeginn veranstaltet der Klub in Erinnerung an die Spieler Pepi Pichler, Sigi Oberrauch und Josef Geyer das traditionelle Gedächtnis-Turnier (vor 2008 auch Pepi-Pichler-Turnier genannt). Pepi Pichler wurde am 20. März 1985 am Monte Pecol (Vigo di Fassa) von einer Lawine verschüttet.

Die besten Nachwuchsspieler des Klubs werden mit dem Sigmund-Oberrauch-Wanderpokal ausgezeichnet, ebenfalls in Erinnerung an den gleichnamigen verunglückten Spieler (Hubschrauberabsturz am 19. Juni 1990 in Lana).

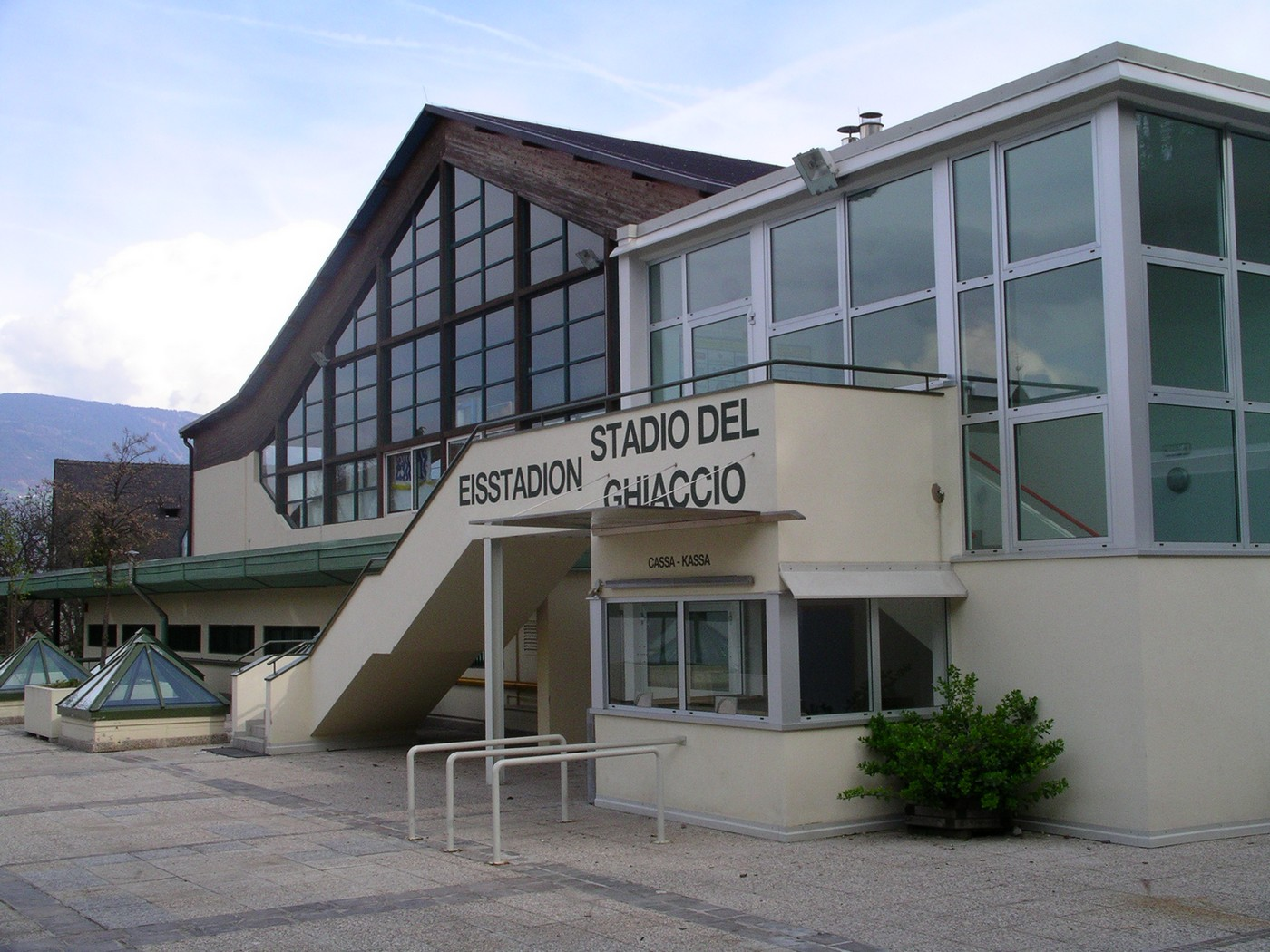
Eisstadion Eppan

## Spielstätten
Heimstätte des Hockey Clubs ist das Eisstadion Eppan. Das Heimatstadion hat eine Zuschauerkapazität von etwa 1500 Plätzen. Für die Spielzeiten 2010/11 und 2011/12 wurden die Namensrechte an das Unternehmen I-C-iT Energy Solutions GmbH vergeben. Im Zuge der Namensvergabe wurde auf dem Dach des Eisstadions eine Photovoltaik-Anlage installiert.

## Farmteamregelung
Der HC Eppan war ab Sommer 2009 Farmteam des Serie A1-Teilnehmers HC Bozen. Die Zusammenarbeit wurde am 29. August 2010 zunächst aufgelöst und am 22. September 2010 erneut gestartet. Seit September 2011 ist der Club ohne Farmteampartner, da der bisherige Farmteampartner aus Bozen sich mit dem HC Pergine verbunden hat.

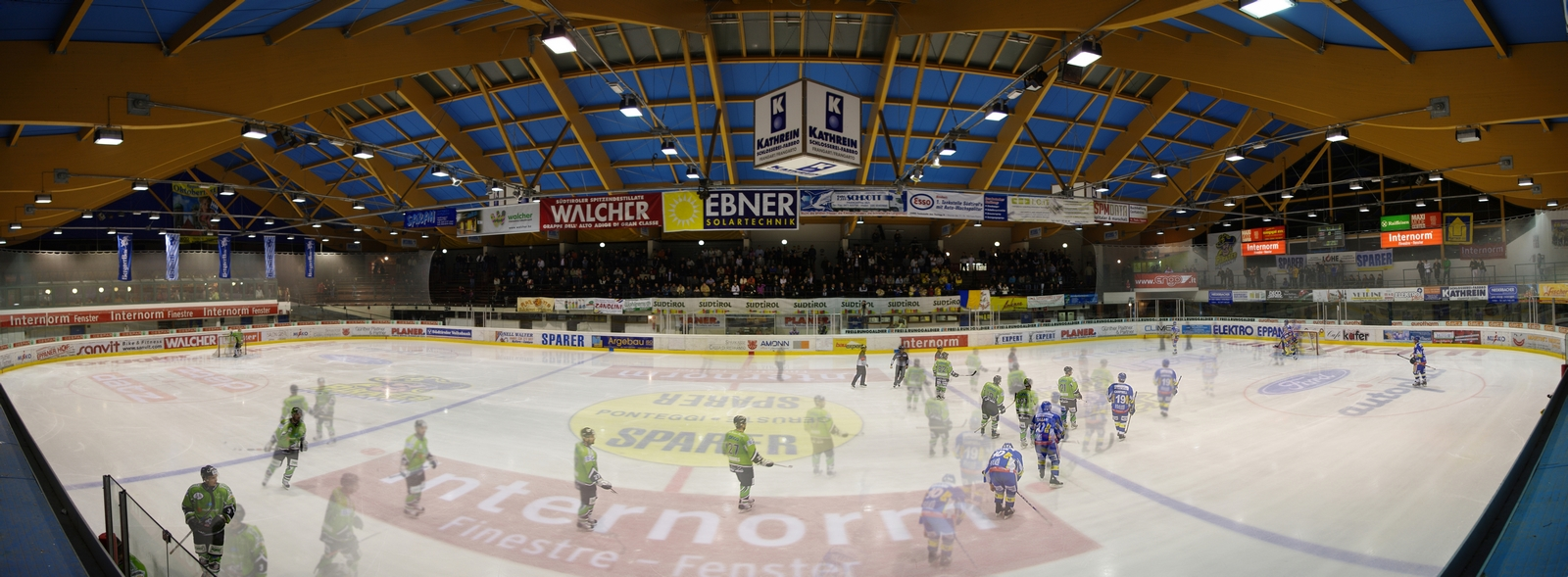
Eisstadion Eppan beim Spiel HC Eppan gegen SV Kaltern

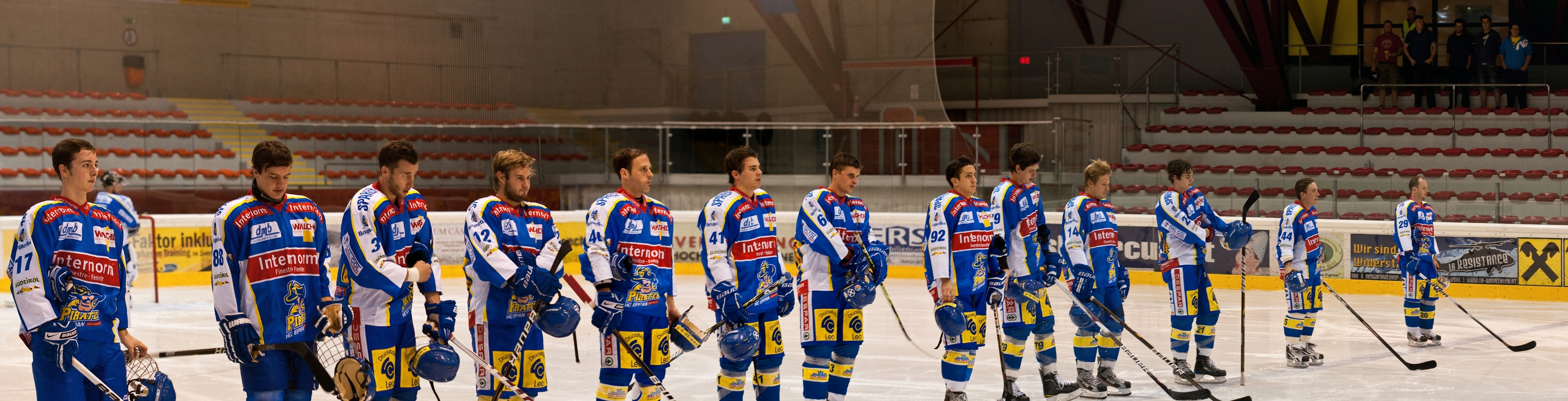
Mannschaft des HC Eppan Pirates 2011

## Sportliche Erfolge
- 1. Platz 1981/82 Landesliga
- 1. Platz 1982/83 Serie C
- 1. Platz 1984/85 Serie C
- 1. Platz 1986/87 Serie C
- 1. Platz 1987/88 Serie B2
- 1. Platz 1989/90 Serie B2
- 1. Platz 1994/95 Serie B2
- 1. Platz 2001/02 Serie B
- 1. Platz 2002/03 Serie A2
- 1. Platz 2009/10 Serie A2
- 1. Platz 2012/13 Serie A2
- 1. Platz 2013/14 Serie A2
- 1. Platz 2017/18 IHL

## Trainer

### Trainergeschichte
Zu Beginn der Spielzeit 2021–2022 wurde Johan Åkerman verpflichtet. In der Spielzeit 2020–2021 stand Patrice Lefebvre an der Bande, der somit auf Giovanni Marchetti folgte. Für die Spielzeit 2018–2019 wurde Tomas Demel als Trainer verpflichtet. Durch die Playoffs 2018 führte Jarno Mensonen die Mannschaft. In den Spielzeiten 2016–2017 und 2017–2018 war Robert Chizzali Trainer für die Mannschaft. Er konnte sie 2017 dabei ins Playofffinale führen. Nach dem Abstieg 2015 in die zweite Liga in der Spielzeit 2015–2016 leitete Murajica Pajič die erste Mannschaft. Für die Teilnahme an der Serie A 2014–2015 wurde der Trainer Patrice Lefebvre verpflichtet. Leigh Mendelson war Trainer für die Spielzeit 2013–2014. Unter seiner Leitung konnte erneut die Meisterschaft der Serie A2 gewonnen werden. Jarno Mensonen wurde nach Ende der Spielzeit 2010–2011 verpflichtet. Mit ihm als Trainer gewann der HC Eppan die Meisterschaft Serie A2 im Jahr 2012–2013. Mensonen ist Nachfolger von Jari Helle, welcher als Ersatz für Mike Ellis als Cheftrainer verpflichtet wurde. Mit Mike Ellis gelang es der Mannschaft 2010 in der Serie A2 den ersten Tabellenplatz zu erreichen und anschließend in den Playoffs den Meistertitel zu gewinnen.
| Zeit      | Nation                     | Trainer                        |
| --------- | -------------------------- | ------------------------------ |
| 1981–1983 | Italien                    | Erich Orsi                     |
| 1983–1984 | ,                          | Erich Orsi, Walter Demattia    |
| 1984–1985 | Italien                    | Walter Demattia                |
| 1985–1986 | ,                          | Walter Demattia, Bernhard Mair |
| 1986–1987 | Tschechoslowakei           | Marcel Sakáč                   |
| 1987–1988 | Rumänien 1965              | Nicolae Fodorea                |
| 1988–1989 | Kanada                     | Chris Reynolds                 |
| 1989–1990 | Deutschland Bundesrepublik | Markus Egen                    |
| 1990–1991 | Italien                    | Adolf Insam                    |
| 1991–1992 | Tschechoslowakei           | Petr Vrabec                    |
| 1992–1993 | Kanada                     | Peter Bender                   |
| 1993–1994 | Slowakei                   | Rudi Tománek                   |
| 1994–1996 | Kanada                     | Mike Murray                    |
| 1996–1997 |                            | John Bellio                    |
| 1997–1999 | Italien                    | Egon Schenk                    |
| 1999–2000 |                            | Brian de Bruyn                 |
| 2000–2001 | Italien                    | Michael Mair                   |
| 2001–2002 | Finnland                   | Jari Helle                     |
| 2002–2004 | Kanada                     | Mike Coflin                    |
| 2004–2005 |                            | Brian de Bruyn                 |
| 2005–2006 | Schweden                   | Greg Lindqvist                 |
| 2006      | Finnland                   | Jari Helle                     |
| 2006–2008 | Kanada Irland              | Doug Irwin                     |
| 2008–2009 | Frankreich                 | Rodolphe Garnier               |
| 2009–2011 |                            | Mike Ellis                     |
| 2011      | Finnland                   | Jari Helle                     |
| 2011–2013 | Finnland                   | Jarno Mensonen                 |
| 2013–2014 | Vereinigte Staaten         | Leigh Mendelson                |
| 2014–2015 |                            | Patrice Lefebvre               |
| 2015      | Slowenien                  | Murajica Pajič                 |
| 2016–2018 | Italien                    | Robert Chizzali                |
| 2018      | Finnland                   | Jarno Mensonen                 |
| 2018–2019 | Tschechien                 | Tomáš Demel                    |
| 2019–2020 | Italien                    | Giovanni Marchetti             |
| 2020–2021 |                            | Patrice Lefebvre               |
| 2021–2021 | Schweden                   | Johan Åkerman                  |
| 2022–2024 | Finnland                   | Niko Marttila                  |
| 2024–2025 | Kanada                     | Martin Lacroix                 |
| 2025–     | Kanada                     | MacGregor Sharp                |

## Bedeutende ehemalige Spieler
- Jan Alston (1990–1991)
- David Ceresa (2003–2007, 2011–2015, 2016–2018)
- Klaus Hofer (1994–2007)
- Evan Marble (2004–2005)
- Sigmund „Sigi“ Oberrauch (1987–1990)
- Josef „Pepi“ Pichler (1982–1985)
- Tony Tuzzolino (2010)